# Джордан, Дэнни
Даниэль Александер «Дэнни» Джордан (англ. Daniel Alexander «Danny» Jordaan; 3 сентября 1951, Порт-Элизабет) — южноафриканский футбольный администратор и политический деятель, боровшийся против апартеида. Глава оргкомитета по проведению чемпионата мира по футболу 2010, впервые состоявшегося в Африке. Джордан долгое время работал в ФИФА, выполняя функции общего координатора молодёжных чемпионатов мира и Кубка конфедераций 2001 и чемпионата мира 2002. Также он был специальным уполномоченным и членом организационного комитета на чемпионате мира 2006 и Кубке конфедераций 2009. Также Джордан является членом Международного маркетингового совета.

## Биография
Дэнни Джордан родился в семье Максин и Александре Джордана. Он начал свою работу, присоединившись к Южноафриканской студенческой организации, созданной Стивом Бико, боровшейся против апартеида и защищавшей права негров. Позже он стал членом Объединённого демократического фронта и национального африканского конгресса.
Позже Джордан стал учителем. А также, с 1970 по 1983 год, играл в футбол и крикет в провинциальных командах. В футболе он даже провёл несколько игр за профессиональные клубы.
С 1983 по 1992 год Джордан работал на различных административных должностях в футболе ЮАР. В 1993 году он был назначен директором олимпийского комитета Кейптауна.
Одновременно он делал политическую карьеру. В 1990 году он был назначен председателем отделения НАФ на севере Порт-Элизабет. А в 1994 году стал членом парламента ЮАР, занимая эту должность до 1997 года.
В 1997 году Джордан был назначен генеральным директором южноафриканской футбольной ассоциации. В 2006 году он возглавлял заявку ЮАР на проведение чемпионата мира 2006. А затем на проведение чемпионата мира 2010.